# Bunheiro
Bunheiro ist ein Ort und eine Gemeinde im Norden Portugals.

## Geschichte
Bunheiro gehörte zum Landkreis Couto de Antuã, der 1257 von König D. Afonso III. dem Kloster Arouca übergeben worden war. In den Registern von 1420 war der Ort noch als Boinheiro oder Boynheiro vermerkt.
Die Gemeinde gehörte seither zum Verwaltungskreis Estarreja. Am 29. Oktober 1926 wurde die Gemeinde in den neu gegründeten Kreis Murtosa eingegliedert.

## Sehenswürdigkeiten
- Capela de São Simão
- Igreja de São Mateus
- Capela de São Gonçalo
- Fonte de São Gonçalo
- Museu Etnográfico Custódio Prato

## Verwaltung
Bunheiro ist eine von vier Gemeinden (Freguesia) des Kreises (Concelho) von  Murtosa, im Distrikt Aveiro. In der Gemeinde Bunheiro leben auf einer Fläche von 24,8 km² 2497 Einwohner (Stand 19. April 2021).
Folgende Ortschaften und Ortsteile liegen im Gemeindegebiet:
| - Agro - Breja Baixo - Breja Cima - Bunheiro - Casal - Celeiro - Chão Monte - Congostas - Esteiro - Estrada Sedouros - Estrepal - Feital | - Igreja - Lagoa Monte - Lagoinha - Levegada - Mata - Outeiro Alto - Passadouros - São Gonçalo - São Silvestre - São Simão - Touregas - Vessadas |

## Söhne und Töchter der Gemeinde
- Júlio Tavares Rebimbas (1922–2010), Erzbischof